# Цепкохвостые животные

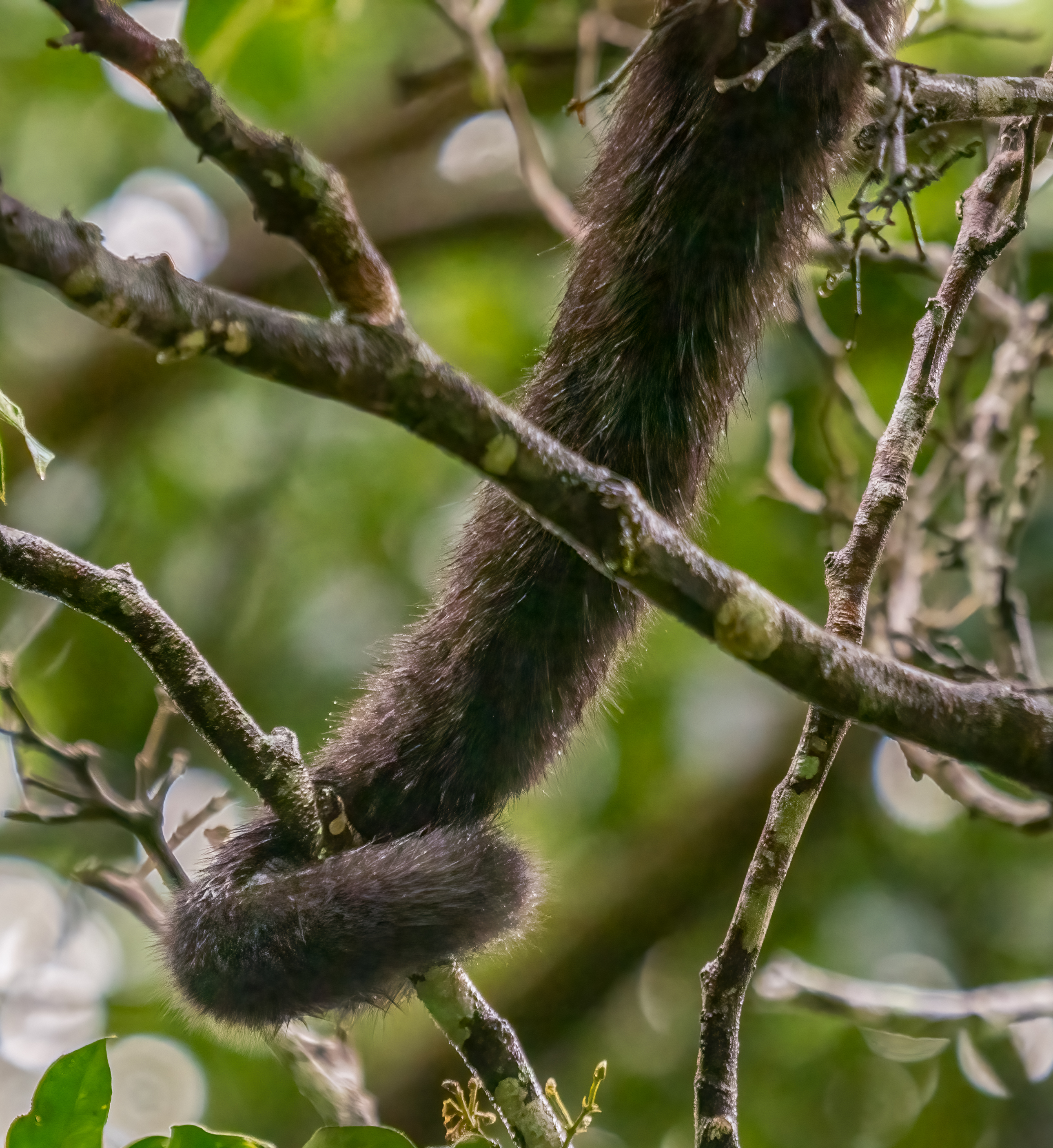
Цепкий хвост обезьяны-колумбийского ревуна

Цепкохвостые животные — позвоночные животные, хвост которых в процессе эволюции приспособился к захватыванию или удержанию каких-либо объектов. Обычно цепкий хвост служит для того, чтобы держать предметы и манипулировать ими (так называемый полностью цепкий хвост), в частности, помогает некоторым животным искать и употреблять пищу на деревьях. Если хвост не выполняет указанные функции, то его рассматривают как частично цепкий: такие хвосты часто служат для животных своеобразным якорем, позволяющим свисать с веток или подниматься.
Цепкие, хватательные хвосты в основном присущи млекопитающим, цепкохвостые виды встречаются среди обезьян (паукообразные обезьяны и капуцины), сумчатых (опоссумы и поссумы), грызунов (цепкохвостые дикобразы, мышь-малютка, некоторые хутии), хищных (бинтуронг и кинкажу), муравьедов и панголинов. Причем животные с цепким хвостом чаще встречаются в Южной Америке, чем в Африке и Юго-Восточной Азии. Обусловлено это тем, что леса в Южной Америке гораздо гуще, что и способствовало соответствующей адаптации. Встречаются виды с цепкими хвостами и среди ящериц (например, большинство видов хамелеонов, гигантский цепкохвостый сцинк и гребнепалый геккон) и змей (таких как зелёный древесный удав и синяя бойга). Среди рыб цепкие хвосты есть у морских коньков. Среди амфибий гибкий, обладающий определённой цепкостью хвост, имеют некоторые лазающие саламандры, в первую очередь древесная саламандра, и некоторые другие североамериканские безлёгочные саламандры.